# Taming a Husband
Taming a Husband è un cortometraggio muto del 1910 diretto da David W. Griffith e sceneggiato da Stanner E.V. Taylor.

## Trama
Innamorata del marito che la trascura, lady Margaret chiede consiglio all'amica Clarissa. Questa le suggerisce di ingelosire il marito e, per aiutarla nel suo piano, si presenta a casa di Margaret in vesti maschili, cominciando a corteggiarla. Il marito, dapprima, non sembra molto preoccupato di quel cicisbeo che gironzola intorno alla moglie. Ma, quando lo vede inginocchiato davanti a lei, infuriato, lo sfida a duello. I secondi cercano di evitare lo scontro, ma senza risultato. Quando tornano per parlare con il "corteggiatore", lo trovano tra le braccia di Margaret, un buon motivo per farlo fuori senza alcun duello. Clarissa si chiude in camera, spaventata. Indossati i suoi abiti da donna, chiarisce la situazione e il marito, finalmente si rende conto delle proprie negligenze nei confronti della moglie.

## Produzione
Il film fu prodotto dalla Biograph Company.

## Distribuzione
Distribuito dalla Biograph Company, il film - un cortometraggio in una bobina - uscì nelle sale cinematografiche statunitensi il 24 febbraio 1910.